# Академічний (Вінниця)
Академічний — житловий мікрорайон розташований у південній частині міста Вінниця. З 2016 року офіційно включений до складу міста Вінниця. Забудова розпочалася у 2011 році. Забудовник — концерн «Поділля» — споруджує 4-поверхівки. Мікрорайон розрахований на 15000 мешканців. У планах — побудова котеджів.

## Розташування
Мікрорайон розташований у південній частині міста Вінниця. 13 травня 2015 року Верховна Рада України збільшила [Архівовано 24 липня 2015 у Wayback Machine.] територію міста Вінниці на 65 % за рахунок приєднання території навколишніх сіл. Вздовж східної межі мікрорайону проходить автошлях з Вінниці до села Бохоників. На півночі мікрорайону розташовані гаражі. На південь від району знаходиться лісовий масив. На захід — знаходиться котеджний масив «Царське село». На схід від мікрорайону знаходяться землі сільськогосподарського призначення. Існують плани по створенню технологічного парку (вінницької «Кремнієвої долини») на схід від мікрорайону.

## Історія
- 2011 рік — початок будівництва
- 2012 рік — здано у експлуатацію три перших, 4-х поверхових будинки (№ 6, № 8, № 12)[4]
- 2013 рік (до червня) — здано у експлуатацію один будинок (№ 16)

## Інфраструктура
У житловому районі «Академічний» передбачено 9 кварталів, переважно це 4-поверхові будинки. У грудні 2012 року у житловому районі «Академічний» ввели в експлуатацію адміністративну будівлю, в якій буде розміщуватись організація по експлуатації даного району.
У першому кварталі мікрорайону знаходиться баскетбольний майданчик, а також дитячий ігровий майданчик.
У планах — ввести в експлуатацію невеликий торговий центр з елементами ринку (будівництво розпочато в 2015 році), де свій товар зможуть продавати жителі навколишніх сіл, збудувати аптеку, кінотеатр, школу, дитячий садок, медичний центр, банківські відділення, відділення зв'язку, універсальні магазини.

## Транспорт
На сьогодні (2016 рік) наближчою зупинкою громадського транспорту є зупинка «мікрорайон Академічний» автобуса номер 11, відстань до якої 500 м. До зупинки тролейбуса та трамвая («Електромережа») — 1 км.
У серпні 2017 року запущено автобус номер 22 Залізничний вокзал - Академічний